# Абдуалиев, Серик Каиркенович
Серик Каиркенович Абдуалиев (род. 17 февраля 1966, Алма-Ата) — советский и казахский футболист, тренер (Тренерская лицензия «Pro» УЕФА). Двукратный чемпион Казахстана и трижды призёр.

## Карьера

### Игровая
Выступал за дублирующий состав «Кайрата», за основной состав провёл три игры в высшей советской лиге, а также участвовал в победном для клуба розыгрыше Кубка Федерации футбола СССР 1988 года.
Затем выступал во второй лиге СССР за павлодарский «Трактор» и талдыкорганский «Жетысу».
В чемпионате независимого Казахстана провёл несколько сезонов за павлодарский «Иртыш», в составе которого становился дважды чемпионом и трижды призёром национального первенства.
Затем выступал за «Кайсар-Харрикейн», «Кокше», карагандинский «Шахтёр», завершил карьеру в павлодарском «Тракторе».

### Тренерская
Тренировал талгарскую «Академию» и дублирующие составы «Кайрата» и астанинского «Локомотива».
В сезоне-2010 совместно с Талгатом Байсуфиновым работал с павлодарским «Иртышом», приведя клуб к бронзовым медалям чемпионата.
С 2011 года возглавлял талдыкорганский «Жетысу» и стал серебряным призёром чемпионата 2011.
C 2013 года — главный тренер «Окжетпеса» из Кокшетау.
С 2016 года тренировал молодёжную и юношескую сборные Казахстана и клуб Второй лиги «Рузаевка».
С февраля 2019 — тренер клуба первой лиги «Алтай ВКО».
Дочь Аделя занималась гандболом, стала кандидатом в мастера спорта, замужем за футболистом Виктором Крюковым, у них двое детей.

## Достижения

### Как игрок

#### «Кайрат»
- Обладатель Кубка Федерации футбола СССР: 1988

#### «Иртыш»
- Чемпион Казахстана (2): 1993, 1997
- Серебряный призёр чемпионата Казахстана (2): 1994, 1996
- Бронзовый призёр чемпионата Казахстана: 1992

### Как тренер

#### «Жетысу»
- Серебряный призёр чемпионата Казахстана: 2011

#### «Иртыш»
- Бронзовый призёр чемпионата Казахстана: 2010